# Aaron Dessner
Aaron Brooking Dessner (23 de abril de 1976) es un músico, compositor, y productor estadounidense. Es principalmente conocido por ser el miembro fundador de la banda de rock The National, con quien ha grabado ocho álbumes de estudio, y como cofundador del dúo rock indie Big Red Machine, junto a Bon Iver  (Justin Vernon).
Aparte de su trabajo con The National y Big Red Machine, Dessner produjo álbumes de Ed Sheeran,Taylor Swift, Frightened Rabbit, Ben Howard, Sharon Van Etten, Local Natives, This Is the Kit, Adia Victoria, Lisa Hannigan, y Lone Bellow, entre otros.
Trabajando junto a su hermano gemelo Bryce Dessener, arreglaron y produjeron las recopilaciones para la caridad, Dark Was the Night (2009) y Day of the Dead (2016), para Red Hot Organization. 
Dessner cofundó tres festivales de música: Eaux Claires en Eau Claire, Wisconsin, junto a su compañero Vernon, de Big Red Machine. HEAVEN; en Copenhague, con su hermano Bryce, y el Boston Calling Music Festival.

## Primeros años
Dessner fue criado como judío y tiene ascendencia judía-polaca y judía-rusa. Dessner ha dicho que su origen judío influye en su música: "Mi hermano y yo siempre hemos estado fascinados por las melodías religiosas litúrgicas en el judaísmo ... No me gustan los acordes importantes. Me gustan los patrones meditativos en ciertas oraciones, y me gusta la música que se repite". Dessner asistió a la escuela secundaria en Cincinnati Country Day School y se graduó en 1994. Dessner pasó a estudiar Historia Moderna Europea en la Universidad de Columbia.>

## Carrera

### The National
Aaron Dessner y su hermano gemelo Bryce fueron amigos de la infancia de Bryan Devendorf. En 1998, después de que la banda anterior de Dessner, Project Nim, se separara, Devendorf invitó a los hermanos a unirse a su banda The National. Con Devendorf y los hermanos Dessner estaban Scott Devendorf, el hermano mayor de Bryan, y Matt Berninger. El primer álbum homónimo de la banda fue lanzado en 2001 por Brassland Records, un sello que Dessner cofundó junto con su hermano Bryce y Alec Hanley Bemis.  El segundo álbum de la banda, Sad Songs for Dirty Lovers, fue lanzado en 2003, también en Brassland.
Después de cierto éxito de crítica con Sad Songs, la banda firmó con Beggars Banquet Records. Con el nuevo sello, lanzaron su tercer álbum de estudio, Alligator, en 2005. El álbum recibió una respuesta positiva de los críticos, que expuso a la banda a una audiencia más grande.
En 2007, la banda lanzó su cuarto álbum, Boxer, también a través de Beggars Banquet. Tras su lanzamiento, el álbum recibió una amplia aclamación de la crítica, y fue nombrado en las listas de "álbum del año". Varias canciones del álbum aparecieron en programas de televisión y películas. En 2008, el entonces senador Barack Obama utilizó una versión instrumental  de la canción "Fake Empire  un video de campaña presidencial.
Tras el éxito de Boxer, la banda comenzó a colaborar con otros artistas en varias canciones y álbumes recopilatorios. En 2009, la banda participó en Dark Was the Night, un álbum benéfico a beneficio de la Red Hot Organization. Ese mismo año, grabaron una canción para el álbum Ciao My Shining Star: The Songs of Mark Mulcahy, para ayudar a apoyar al líder de Polaris, Mark Mulcahy, quien recientemente había perdido a su esposa.
En 2010, la banda lanzó High Violet, su quinto álbum de larga duración. El álbum tuvo éxito tanto en la crítica como en el comercial, debutando en el número 3 en las listas estadounidenses, y llegando a vender más de 850.000 copias en todo el mundo.
La banda siguió a High Violet lanzando su sexto álbum, Trouble Will Find Me, el 21 de mayo de 2013 a través de 4AD. Al igual que sus dos trabajos anteriores,Trouble fue nombrado en varias listas de lo mejor de fin de año. El álbum fue nominado a mejor álbum alternativo en la 56.ª edición de los Premios Grammy. Más tarde ese año, Dessner y el resto de la banda aparecieron en el documental Mistaken for Strangers, que siguió a la gira de la banda para High Violet y la grabación temprana de Trouble.
En 2017, la banda lanzó Sleep Well Beast, su séptimo álbum de larga duración. El primer sencillo del álbum, "The System Only Dreams in Total Darkness ", se convirtió en la primera canción de la banda en alcanzar el número 1 en una lista de Billboard después de encabezar la lista Adult Alternative Songs en agosto de ese mismo año.
Dessner tiene créditos de producción en todos los álbumes de la banda desde Alligator. La mayoría de High Violet  y Trouble Will Find Me fueron grabados en su estudio de garaje detrás de su casa en Brooklyn, y Alligator y Boxer fueron grabados parcialmente en su ático y en el ático de su hermana, que está en la misma calle en Brooklyn. Más recientemente, produjo Sleep Well Beast  y I Am Easy To Find en su estudio del norte del estado de Nueva York, Long Pond.

### Big Red Machine
En 2008, Dessner envió a Justin Vernon un boceto instrumental de una canción llamada "Big Red Machine" para el álbum recopilatorio Dark Was the Night. En ese momento, los dos nunca se habían conocido. Vernon escribió una canción, interpretando el título de Big Red Machine como un corazón. Después de 10 años, la pareja formó una banda llamada Big Red Machine, y el 31 de agosto de 2018, lanzaron un álbum homónimo. El disco fue producido por Vernon y Dessner con su antiguo colaborador Brad Cook y dirigido por Jonathan Low principalmente en el estudio de Dessner Long Pond en Upper Hudson Valley, Nueva York.

### Otro trabajo de producción
Fuera de su trabajo con The National, Dessner ha ayudado a producir trabajos para varios otros artistas.
Dessner trabajó con la cantante Sharon Van Etten en su álbum,Tramp (2012). Van Etten y Dessner pasaron más de catorce meses trabajando en su estudio, finalmente lanzando el álbum con un éxito de crítica generalizado.
Dessner produjo el segundo álbum de larga duración de Local Natives, Hummingbird, en 2013. Dessner fue presentado por primera vez a la banda mientras estaba de gira con The National.  Hummingbird  recibió críticas positivas, y Pitchfork elogió el trabajo de producción de Dessner especialmente, diciendo que "sabe cómo hacer que las cosas suenen bien,y hay mucha riqueza y profundidad en estas canciones".
En 2015, Dessner produjo The Lone Bellow's "Then Came the Morning", que fue grabado en el garaje de Dessner, así como en una iglesia del siglo 19 en el norte del estado de Nueva York. El álbum fue lanzado en enero de 2015 por Descendent Records. Ese mismo año, trabajó con This Is The Kit para su álbum Bashed Out, que fue lanzado a través de Brassland Records de Dessner.
En 2016, Dessner produjo el álbum At swim de Lisa Hannigan. El álbum alcanzó el no. 1 en Irlanda, el no. 7 en la lista estadounidense Top Heatseekers Albums y el no. 24 en el Reino Unido, y recibió una amplia aclamación de la crítica. The Guardian, que le otorgó cuatro de cinco estrellas, comentó sobre las "canciones increíblemente bonitas con matices silenciosamente poderosos" del álbum y el Evening Standard', que también le otorgó cuatro de cinco estrellas, elogió la "nueva accesibilidad" del álbum. El quinto álbum de Frightened Rabbit, Painting of a Panic Attack, lanzado en2016 a través de Atlantic Records, también fue producido por Dessner.
Dessner produjo el álbum de 2020 de The Lone Bellow Half Moon Light y coescribió varias canciones en él. También coescribió y produjo el aclamado debut de la compositora británica Eve Owen, Don't Let the Ink Dry, lanzado en 2020.
En abril de 2020, durante la pandemia de COVID-19, Dessner fue contactado por la cantautora estadounidense Taylor Swift para colaborar en la música. Dessner posteriormente produjo y coescribió su octavo álbum de estudio, Folklore. Fue un lanzamiento sorpresa que debutó con aclamación de la crítica el 24 de julio de 2020 y ganó álbum del año en la  63.ª entrega anual de los Premios Grammy en 2021. Dessner continuó su colaboración con Swift en su noveno álbum de estudio y segundo álbum sorpresa, Evermore, lanzado más tarde ese año el 11 de diciembre.  La participación en la producción de Dessner con Swift continuó a través de su proceso de regrabación de su catálogo posterior, comenzando con Fearless (Taylor's Version), la regrabación de 2021 del álbum de Swift de 2008, Fearless y posteriormente con Red en 2022.
A través de la canción «Run», perteneciente a la regrabación de Red, Dessner fue introducido por Swift al cantante Ed Sheeran, junto al cual produciría el nuevo álbum del británico.
Dessner también coprodujo el cuarto álbum de estudio del cantautor británico Ben Howard, Collections from the Whiteout, junto al propio Howard, que fue lanzado el 26 de marzo de 2021.
Además, Dessner produjo Day of the Dead, que fue lanzado en la primavera de 2016, y Dark Was the Night, ambos compilaciones benéficas de SIDA para la Red Hot Organization; y el lanzamiento de 2009 de Doveman The Conformist.

### Bandas sonoras
Dessner y su hermano Bryce co-compusieron la partitura de Transpecos, que ganó el Premio del Público en el South by Southwest 2016. También trabajaron juntos en la partitura de la película de 2013 Big Sur, una adaptación de la novela de 1962 del mismo nombre de Jack Kerouac. La película debutó el 23 de enero de 2013 en el Festival de Cine de Sundance, donde recibió críticas positivas.

## Colaboraciones

### Day of the Dead
El 17 de marzo de 2016, Aaron y Bryce Dessner anunciaron Day of the Dead,un álbum tributo a Grateful Dead lanzado por 4AD el 20 de mayo de 2016. Day of the Dead  fue creado y producido por ambos hermanos Dessner. La compilación es un amplio homenaje a la composición y experimentalismo de the Dead que tardó cuatro años en grabarse, cuenta con más de 60 artistas de variados orígenes musicales, 59 pistas y tiene casi 6 horas de duración. Todas las ganancias ayudarán a luchar por el SIDA / VIH y los problemas de salud relacionados en todo el mundo a través de la Organización al Rojo Vivo.  Day of the Dead es la continuación de Dark Was The Night  (4AD) de 2009,  una compilación multi-artista de 32 pistas también producida por los hermanos Dessner para Red Hot.
Day of the Dead cuenta con colaboraciones y grabaciones de un grupo diverso de artistas como: Wilco, Flaming Lips, Bruce Hornsby, Justin Vernon, The National, The War on Drugs, Lee Ranaldo  de Sonic Youth, Ira Kaplan  de Yo La Tengo, Jenny Lewis, Unknown Mortal Orchestra, Perfume Genius, Jim James de My Morning Jacket,el colectivo senegalés Orchestra Baobob, el compositor Terry Riley y su hijo Gyan Riley, el artista electrónico Tim Hecker, el pianista de jazz Vijay Iyer y Bela Fleck.
De las 59 canciones de la compilación, muchas cuentan con una banda house formada por Aaron, Bryce, compañeros de the National y hermanos Scott y Bryan Devendorf, Josh Kaufman (quien coprodujo el proyecto), y Conrad Doucette junto con Sam Cohen y Walter Martin. The National tiene un par de canciones en el álbum, incluyendo "Peggy-O", "Morning Dew" y "I Know You Rider".
Una presentación en vivo de Day of the Dead tuvo lugar en agosto de 2016 en el segundo Festival anual de Eaux Claires (12-13 de agosto) con Jenny Lewis, Matthew Houck, Lucius, Will Oldham, Sam Amidon, Richard Reed Parry, Justin Vernon, Bruce Hornsby, Ruban Nielson y The National.

### Forever Love
Forever Love es una colaboración entre Aaron y Bryce Dessner, el renombrado artista islandés Ragnar Kjartansson  y Gyða y Kristín Anna Valtýsdóttir, anteriormente de la banda islandesa múm. El proyecto es una mezcla de arte visual y de performance con música en vivo, todo centrado en un ciclo de canciones escrito e interpretado por Aaron y Bryce junto a Gyða y Kristín Anna Valtýsdóttir. Fue encargado por Eaux Claires Festival e hizo su estreno mundial en 2015, donde sirvió como punto de partida oficial del festival tanto el viernes como el sábado.
Forever Love marcó una reunión de actuación en vivo para los gemelos Dessner y Kjartansson, ya que ambos artistas habían colaborado previamente en un trabajo de video de seis horas, A Lot of Sorrow, que documenta a The National interpretando sus tres canciones "Sorrow" durante seis horas frente a una audiencia en vivo en MoMA PS1.

### The Long Count
The Long Count fue un gran encargo para el BAM Next Wave Festival en 2009. Dessner y su hermano, Bryce, trabajaron junto al artista visual Matthew Ritchie,creando una obra basada libremente en la historia de creación maya Popol Vuh. El trabajo incluyó una orquesta de 12 piezas y un número de cantantes invitados, incluyendo Kim y Kelley Deal (The Breeders, The Pixies), Matt Berninger (The National), Shara Worden  (My Brightest Diamond), y Tunde Adebimpe  (TV On The Radio). La obra tuvo su estreno mundial en el  Krannert Center for the Performing Arts en septiembre de 2009 como parte del Festival Ellnora. Desde entonces se ha presentado en BAM, el Holland Festival y el Barbican.

### Dark Was the Night
En 2009, Aaron y Bryce Dessner produjeron una extensa compilación benéfica de sida, Dark Was the Night, para la Red Hot Organization. El disco cuenta con grabaciones exclusivas y colaboraciones de una larga lista de artistas como David Byrne, The Arcade Fire, Sufjan Stevens, Feist, Sharon Jones, Cat Power, Grizzly Bear, My Morning Jacket, The Decemberists, Bon Iver, Conor Oberst y Spoon. Dark Was the Night ha recaudado más de 2 millones de dólares para organizaciones benéficas contra el sida a partir de enero de 2012. En 2009, Dessner contribuyó con una canción para la compilación Dark Was the Night. Esta canción, "Big Red Machine", fue coescrita con Justin Vernon de Bon Iver, y también apareció en la película de 2010, "Last Minutes with ODEN", un corto documental que más tarde ganó el Premio al Mejor Video en la primera ceremonia anual de los Premios Vimeo.
El 3 de mayo de 2009, 4AD y Red Hot produjeron Dark Was the Night – Live, un concierto que celebraba el nuevo álbum de Red Hot. El show tuvo lugar en el Radio City Music Hall y contó con varios de los artistas que contribuyeron a la compilación.

### Otras colaboraciones y contribuciones
Dessner es un colaborador frecuente con una amplia gama de músicos, incluyendo a su hermano y compañero de banda Bryce Dessner. En agosto de 2008, Aaron y Bryce realizaron un concierto colaborativo con David Cossin, y Luca Tarantino como parte de Soundres, un programa de residencia internacional para música y arte contemporáneo en Salento, Italia y en el Guitare Au Palais Festival Perpignan France. También actuaron en el Ghost Operator de Matthew Ritchie en la White Cube Gallery de Londres. Aaron y Bryce también han colaborado con muchas orquestas de renombre mundial. Más recientemente, los hermanos tocaron con la Filarmónica de Copenhague en un concierto anunciado como "Sixty Minutes Of The Dessners". El programa incluyó "St. Carolyn by the Sea", "Lachrimae" y "Raphael", todos los cuales fueron compuestos por Bryce Dessner. Bryce y Aaron también han interpretado "St. Carolyn by the Sea" y "Raphael" con la Amsterdam Sinfonietta durante el Holland Festival. Estas actuaciones tuvieron lugar en Muziekgebouw aan 't IJ  en Ámsterdam y Muziekgebouw Frits Philips en Eindhoven. En octubre de 2011, Dessner se unió a su hermano Bryce para interpretar "St. Carolyn by the Sea" con la  American Composers Orchestra en el World Financial Center de Nueva York.
El galardonado documental de Marshall Curry Racing Dreams incluye música aportada tanto por Dessner como por The National. "Win Win" dirigida por Thomas McCarthy cierra con "Think You Can Wait", una canción escrita por Dessner y Matt Berninger, grabada por The National con voces adicionales de Sharon Van Etten. Dessner también jugó un papel importante en la contribución de The National a la serie de HBO Game of Thrones. En mayo de 2012, la actuación de The National de "Rains of Castamere" se tocó durante los créditos finales del episodio nueve de la segunda temporada. Aunque la canción no es original, Dessner ayudó a interpretar los instrumentos y la música para que evocara la tierra de Poniente.
En marzo de 2012, Dessner, Scott Devendorf y Bryan Devendorf se unieron al guitarrista de Grateful Dead Bob Weir para una transmisión en vivo, que contó con dos sets musicales y una discusión política. El evento fue producido por Head Count, una organización no partidista que utiliza eventos de música en vivo para promover el registro de votantes y la concientización.
En diciembre de 2012, Dessner comisarió un día de Other Voices, un festival de música irlandesa que se emitió en vivo por RTÉ Two en Irlanda. Las actuaciones tuvieron lugar en la Iglesia de St James en Dingle, Condado de Kerry. Dessner trajo tres bandas a Other Voices: Luluc, This Is The Kit y Local Natives. Actuó con las tres bandas.

## Festivales

### Eaux Claires Music & Arts Festival
Eaux Claires es un festival de música fundado y comisariado por Dessner y Justin Vernon. El festival inaugural tuvo lugar en julio de 2015 en la ciudad natal de Vernon, Eau Claire, Wisconsin. Hablando sobre el festival, Dessner y Vernon dijeron que estaban impulsados por la idea de que este festival "alentaría a los muros de género musical a derretirse".

### PEOPLE Festival
PEOPLE Festival es una reunión sin fines de lucro de artistas en Berlín para un festival de música de fin de semana comisariado y producido por Dessner junto con su hermano Bryce Dessner, Bon Iver, el Hotel Michelberger de Berlín y otros. El primer festival tuvo lugar del 1 al 2 de octubre de 2016, bajo el nombre de "Michelberger Music" en el Funkhaus, los históricos estudios de grabación de radio de la antigua RDA. Antes del festival, todos los artistas pasaron una semana juntos en Berlín, ensayando y trabajando en los espacios donde tuvieron lugar los espectáculos. El festival contó con 80 artistas, entre ellos Bon Iver, Nils Frahm, Andi Toma y Jan St. Werner de Mouse on Mars, Erlend Øye, Shara Nova de My Brightest Diamond, Lisa Hannigan, Damien Rice y muchos más.

### Boston Calling Music Festival
Boston Calling es un festival de música co-curado por Dessner. Debutando en mayo de 2013, Boston Calling anteriormente se llevaba a cabo dos veces al año, mayo y septiembre, en City Hall Plaza. Atrajo a entre 20.000 y 22.000 aficionados en cada edición. En mayo de 2016, Boston Calling anunció que se mudaría al Harvard Athletic Complex en Allston en mayo de 2017 y pasaría a un festival por año. El nuevo espacio del festival contará con más escenarios musicales y un componente de festival de cine curado por Natalie Portman. Medios como Rolling Stone y The Boston Globe han elogiado a Boston Calling por su versátil línea y su calidad de producción. También fue nombrado uno de los 10 mejores festivales en los Estados Unidos por Consequence of Sound'. Los artistas de los últimos Boston Callings han incluido a Sia, The National, Beck, My Morning Jacket, Of Monsters and Men, Fun. , Kendrick Lamar, Passion Pit, Vampire Weekend, Modest Mouse, Airborne Toxic Event, y Disclosure. 

### Crossing Brooklyn Ferry
Crossing Brooklyn Ferry es un festival de música comisariado por Aaron y Bryce Dessner. El festival presenta bandas, compositores, cantautores y cineastas de todos los rincones de la escena musical de Nueva York. El festival inaugural tuvo lugar del 3 al 5 de mayo de 2012 en la Academia de Música de Brooklyn e incluyó actuaciones de The Walkmen, St.Vincent, Beirut, The Antlers,y Music y Jherek Bischoff, así como películas recientemente encargadas por Jonas Mekas, Joseph Gordon-Levitt y Tunde Adebimpe, entre otros. El evento de 2013 tuvo lugar del 25 al 27 de abril en BAM e incluyó actuaciones de The Roots, Solange, TV on the radio, Phosphorescent y el Brooklyn Youth Chorus. El evento también contó con un programa curado de cortometrajes y una instalación de arte visual de Andrew Ondrejcak.

## Brassland
Junto a Alec Hanley Bemis y Bryce Dessner, Dessner fundó Brassland Records, un sello que ha lanzado álbumes de The National, This Is The Kit, Clogs, Doveman y Nico Muhly.

## Equipamiento musical
Dessner a menudo toca una Gibson Firebird de 1965 comprada en eBay y reacondicionada. Durante las sesiones de grabación de Sleep Well Beast, usó el Firebird, así como un Fender Telecaster de 1972. Durante los shows en vivo, Dessner generalmente toca el Firebird y un Fender Jazzmasterde 1963.
Para las sesiones de Sleep Well Beast, los amplificadores utilizados incluyen un Fender Champde 1959, un Fender Princetonde la década de1960, un Music Man de la década de1970 y Ampeg Gemini, y un Fender Bassman.

## Premios y nombramientos

### Premios Grammy
| Año  | Organización  | Trabajo              | Premio                       | Resultado | Ref.   |
| ---- | ------------- | -------------------- | ---------------------------- | --------- | ------ |
| 2014 | Grammy Awards | Trouble Will Find Me | Best Alternative Music Album | Nominado  | [ 29 ] |
| 2018 | Grammy Awards | Sleep Well Beast     | Best Alternative Music Album | Ganado    | [ 29 ] |
| 2021 | Grammy Awards | Folklore             | Album of the Year            | Ganado    | [ 30 ] |
| 2021 | Grammy Awards | "Cardigan"           | Song of the Year             | Nominado  | [ 30 ] |

## Discografía parcial

### Con The National
- The National (2001)
- Sad Songs for Dirty Lovers (2003)
- Cherry Tree EP (2004)
- Alligator (2005)
- Boxer (2007)
- The Virginia EP (2008)
- High Violet (2010)
- Trouble Will Find Me (2013)
- Sleep Well Beast (2017)
- I Am Easy to Find (2019)

### Con Proyect Nim
- Tower of Babel
- Where the Nothings Live
- Evenings Pop and Curve

### Con Equinoxx
- Equinox

### Con Big Red Machine
- Big red Machine (31 de agosto de 2018)

### Bandas sonoras
- A Skin, a Night (2008)
- Big Sur (2013)
- Transpecos (2016)

## Vida personal
Dessner creció en Cincinnati, Ohio  con su hermano gemelo, Bryce Dessner. Se graduó de Cincinnati Country Day School en Cincinnati, Ohio en 1994 y de Columbia College en la Universidad de Columbia  en 1998. Él y su esposa tienen tres hijos. Dessner es un entusiasta fanático del fútbol y un ávido partidario del Liverpool F.C.